# الدوري الجنوبي لكرة القدم 1971–72
الدوري الجنوبي لكرة القدم 1971–72 (بالإنجليزية: 1971–72 Southern Football League)‏ هو موسم من الدوري الجنوبي الممتاز. فاز فيه نادي تشيلمسفورد.